# 제로니무스 수도원
제로니무스 수도원(포르투갈어: Mosteiro dos Jerónimos 모스테이루 두스 제로니무스[*])은 포르투갈 리스본 벨렝에 있는 수도원으로, 인근에 위치한 벨렝탑과 함께 유네스코 세계유산에 등재되어 있다. 부근에 엔히크 왕자 탄생 500주년을 기념해 세워진 발견기념비가 있다. 소개된 미디어로는 KBS 1TV의 《걸어서 세계속으로》가 유일하다.

제로니무스 수도원 - Mosteiro dos Jerónimos
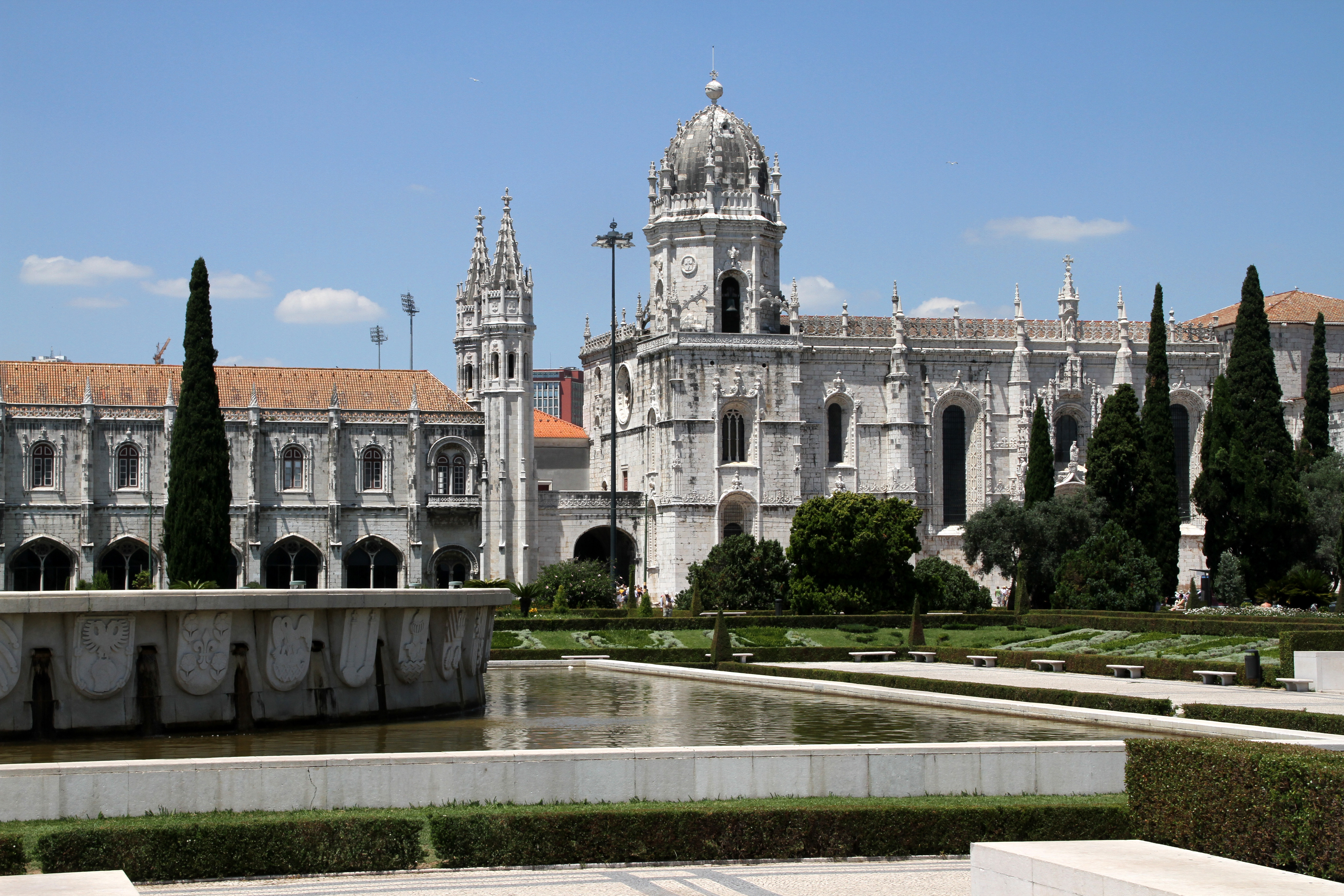
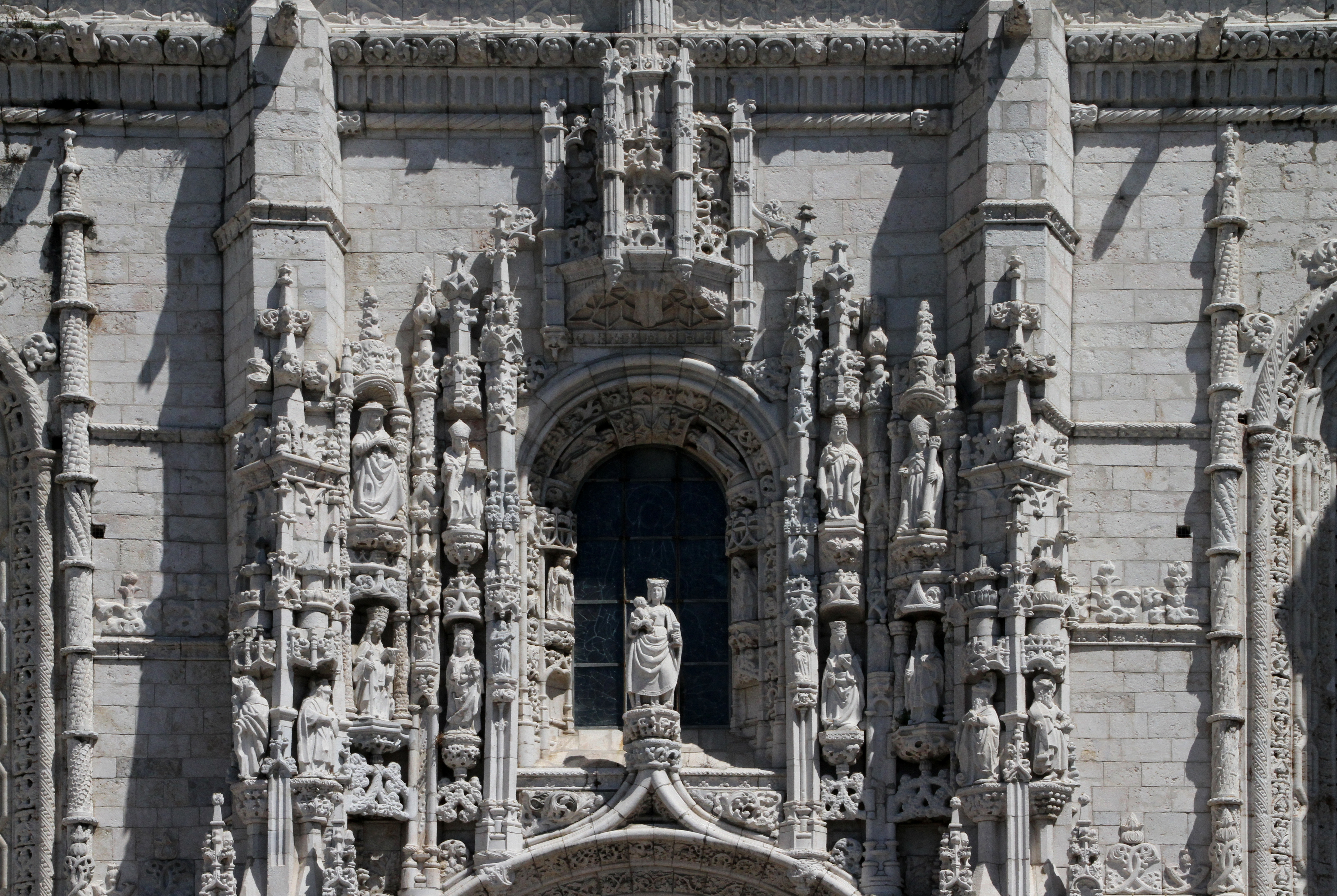
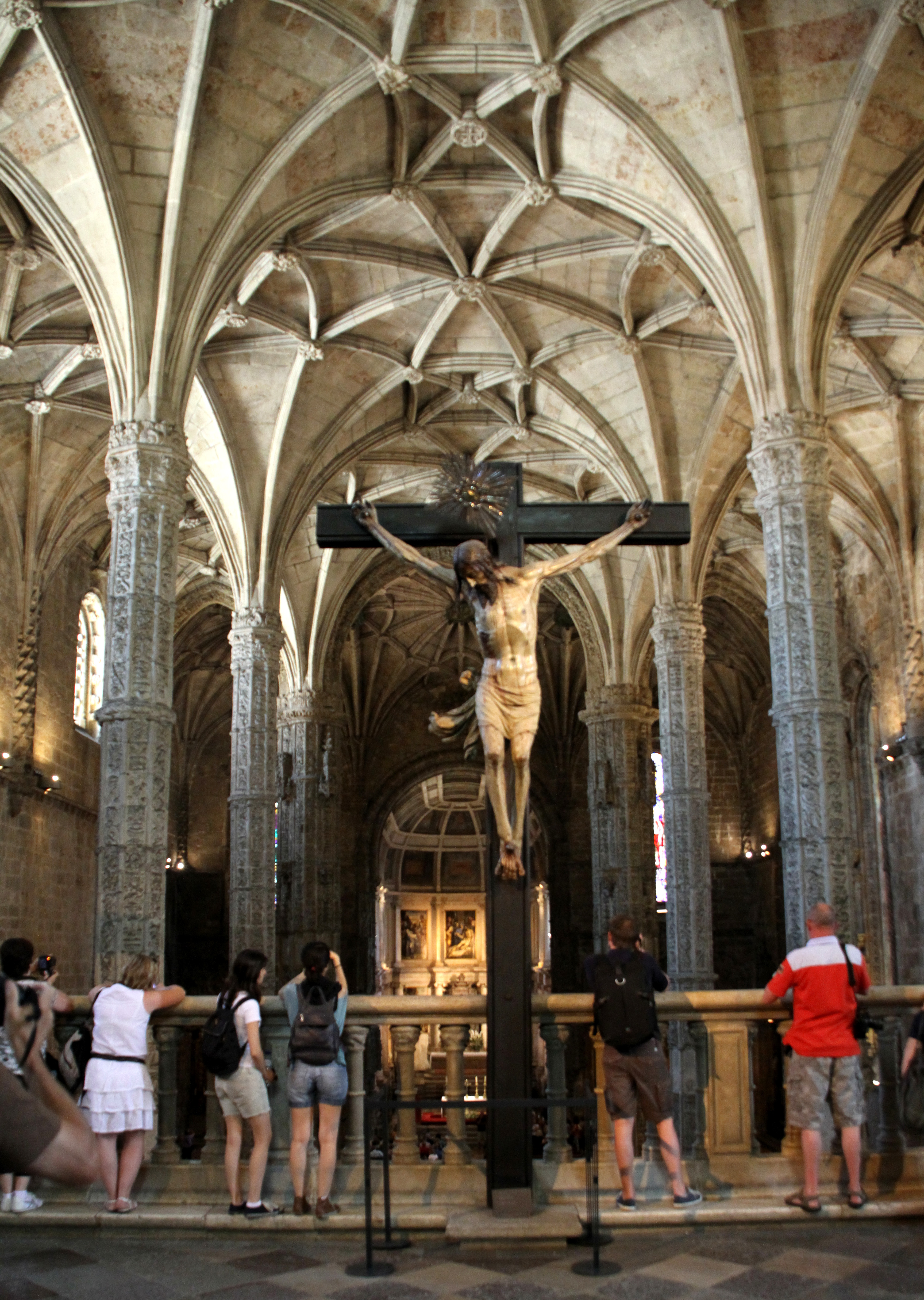
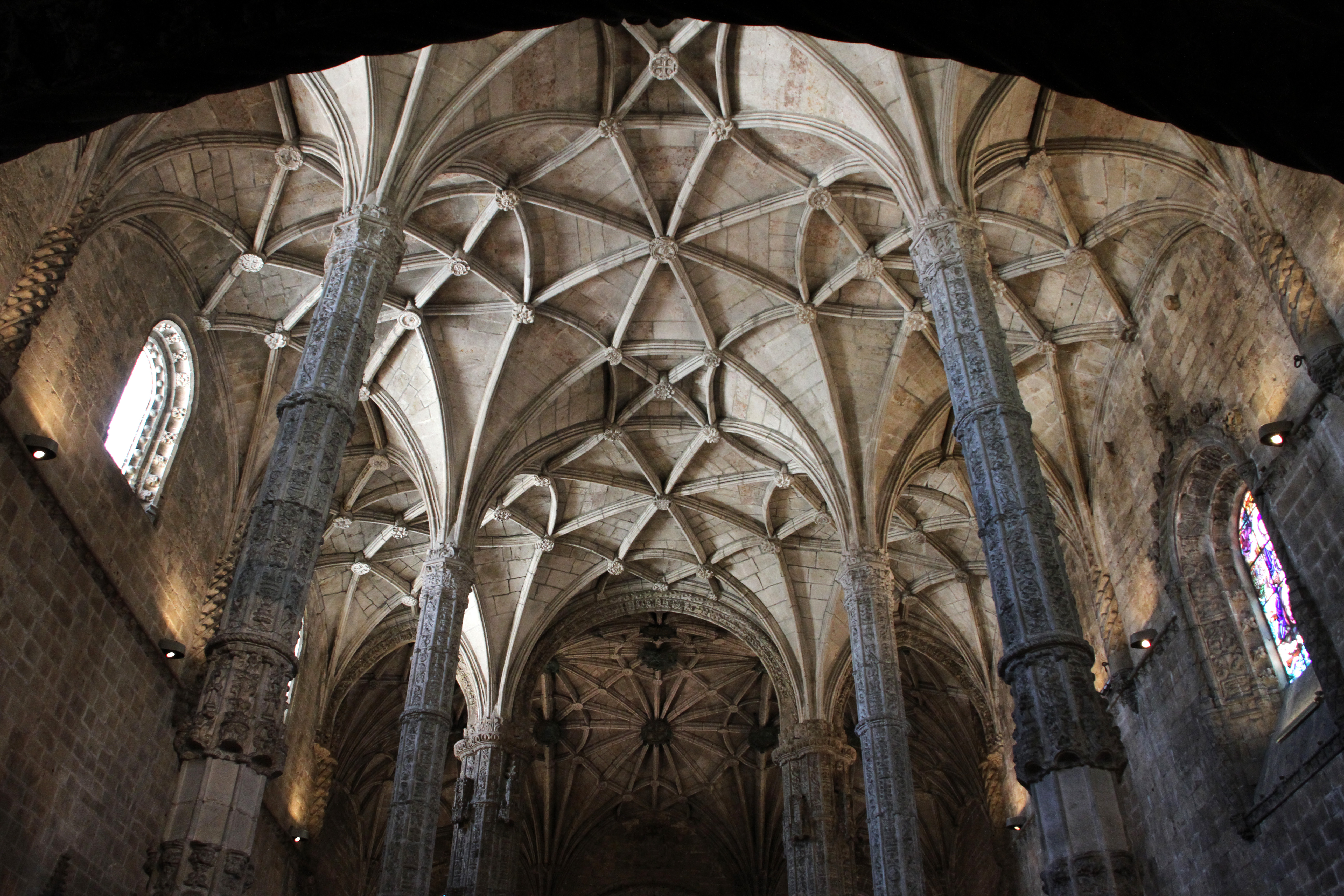
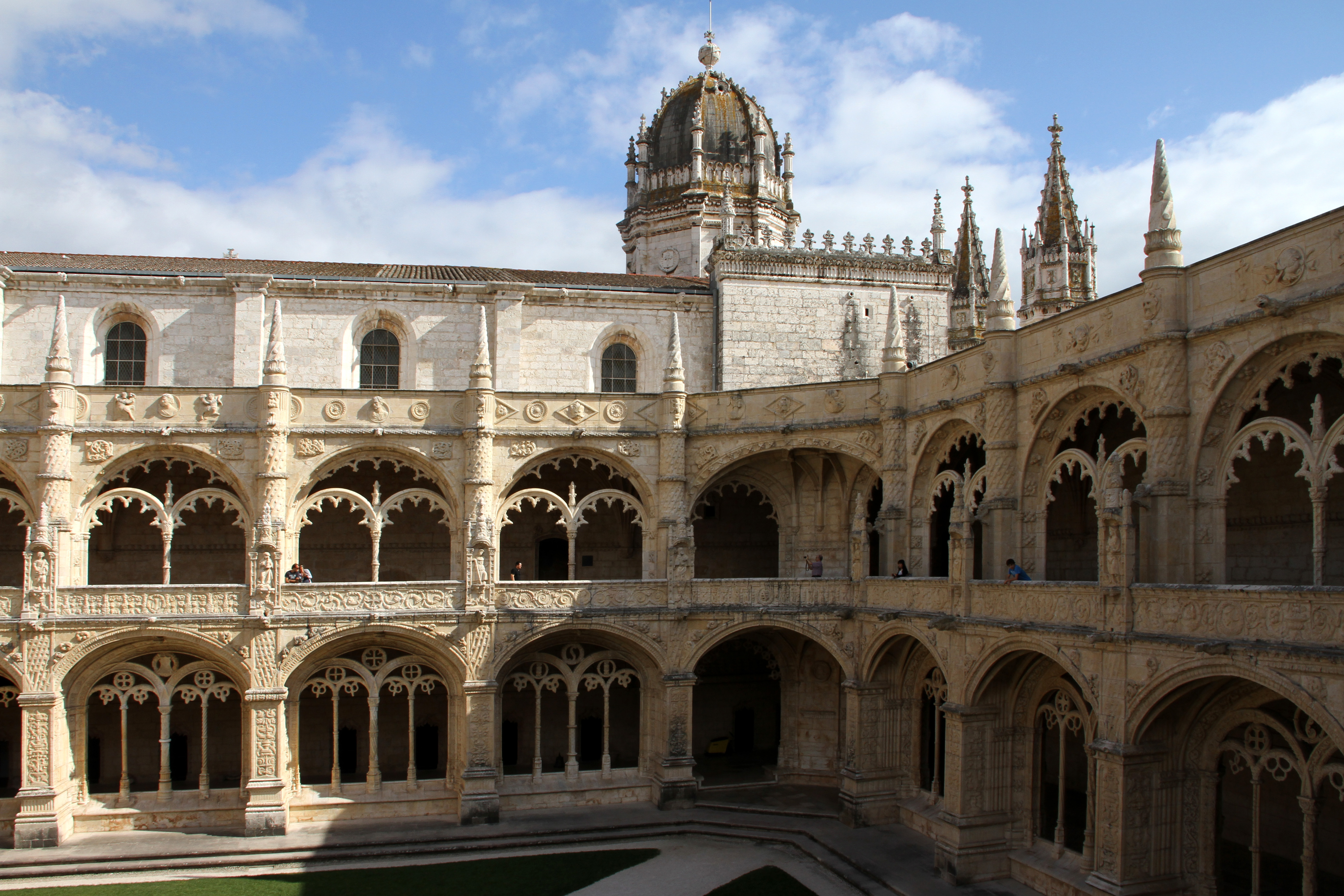
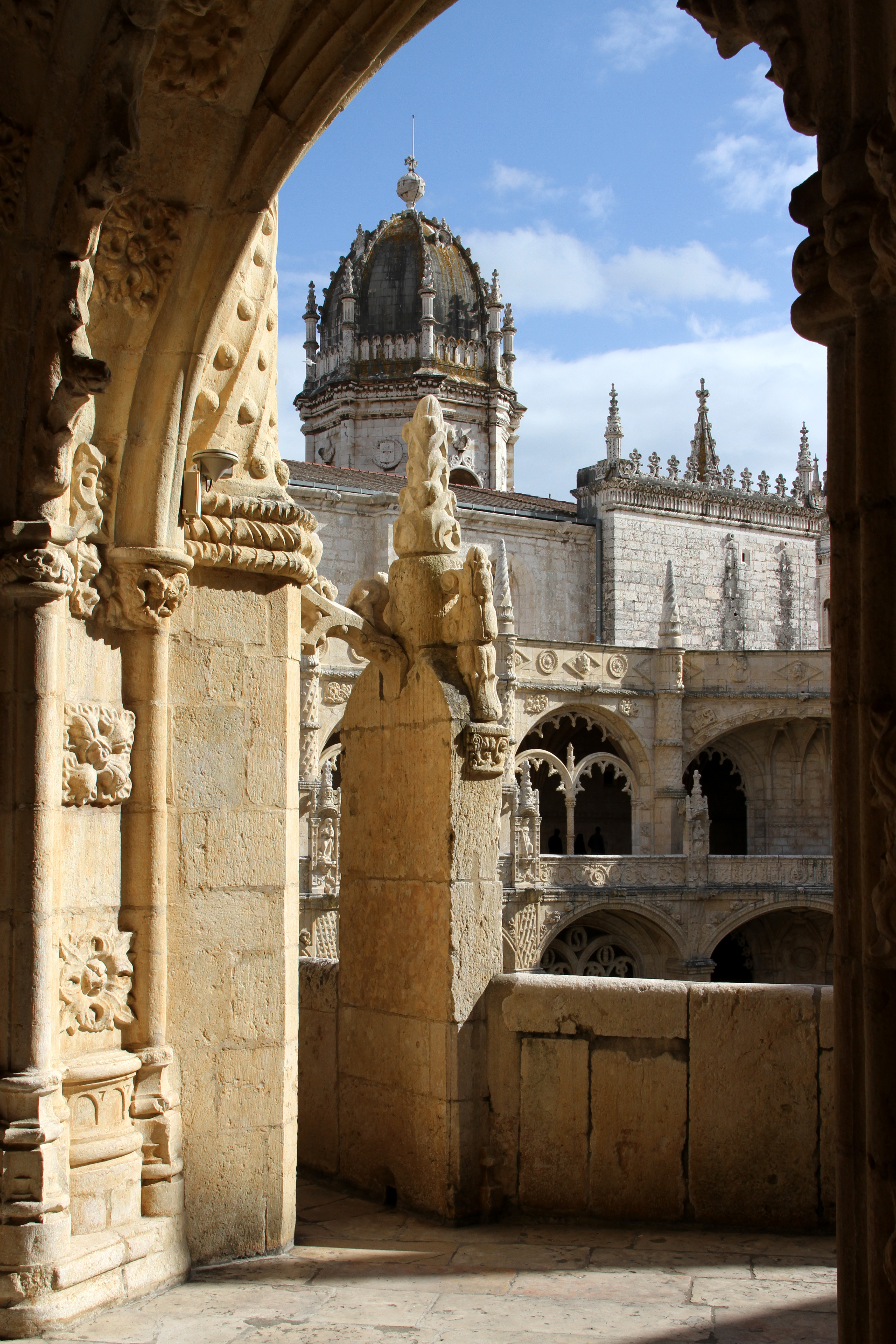
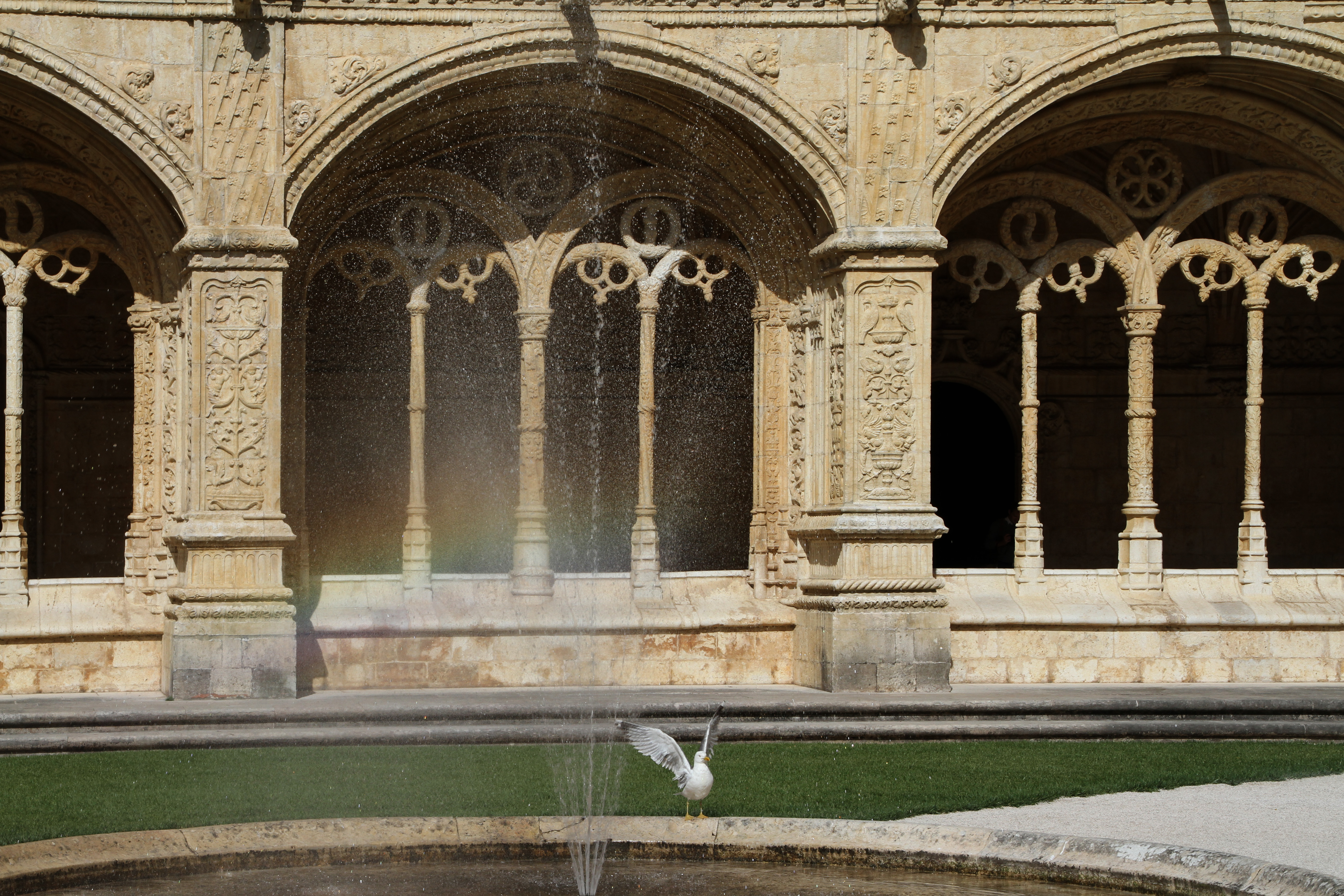
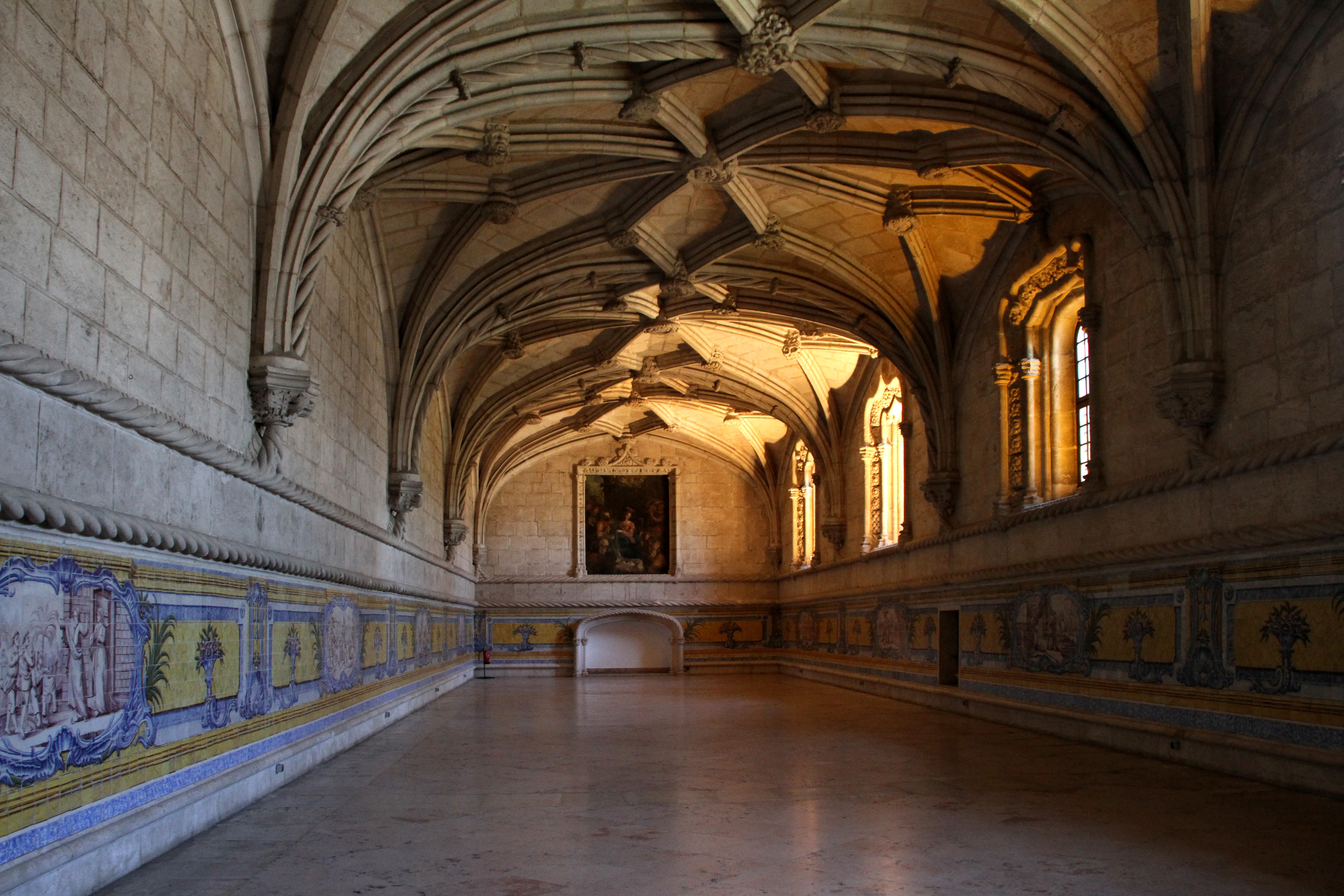